# Paul Frosch
Paul Frosch, né le 15 août 1860 et mort le 2 juin 1928, est un chercheur allemand en bactériologie et virologie.
Frosch a été l'assistant de Friedrich Loeffler puis de Robert Koch. Chargés de lutter contre les maladies envahissantes de l'époque, comme la fièvre aphteuse, en 1897 Paul et Friedrich ont tous deux, par des essais de filtration Greifswald sur des animaux, déterminé la cause de la maladie. Ils ont découvert pour la première fois un virus infectant un animal, au même moment qu'était identifié le virus de la mosaïque du tabac et figurent donc parmi les fondateurs de la virologie.